# آيت عباس (المغرب)
آيت عباس هي قرية مغربية شمال المملكة. تنتمي آيت عباس لإقليم أزيلال الساحلي. تضم هذه القرية 10.391 نسمة (إحصاء 2004).

## دواوير الجماعة
- سݣاط
- اقدارن
- امسونة
- انلاتف
- اجلغيغن
- تفوغالت
- انبدزكين
- اݣرضان* تيمكريض
- اتيفن* تادوت

- تاسكلوت
- زݣون *

ايتوعراب
- البيان

- تزي نتعزيت
- تيݣرت نايت تيرمعت
- اووݣان
- اݣونبا
- تيرارين
- أيت سليمان
- أيت علا
- ابعزيز
- امشاشتو
- إݣر نورݣ
- زروالت
- كلابو
- سرمت
- اغير نيسوتار
- تورتيت
- تنميزديت